# Барр, Джозеф Уокер
Джозеф Уокер Барр (англ. Joseph Walker Barr; 17 января 1918 — 23 февраля 1996) — американский политик, предприниматель, 59-й министр финансов США при кабинете президента Линдона Джонсона.

## Биография
Барр родился в Бикнелле, Индиана. В 1939 году окончил университет Де-Поу в Гринкасле, Индиана, а в 1941 году получил степень магистра искусств в области экономики в Гарвардском университете. Во время Второй мировой войны Барр проходил службу в составе Военно-морских сил. В январе 1944 года за потопление немецкой подводной лодки во время Анцио-Неттунской операции Барр был награждён Бронзовой звездой.
Свою политическую карьеру Джозеф Барр начинает с избрания его в члены Палаты представителей. На этом посту, с 1959 по 1961 год, он представлял интересы 11-го избирательного округа штата Индиана. В 1959 и 1960 годах выступал за принятия закона об образовании Межамериканского банка развития и Международной ассоциации развития.
В 1961 году Барр был назначен президентом Джоном Кеннеди на должность заместителя тогдашнего министра финансов Генри Фаулера. В 1968 году Джозеф становится 69-м министром финансов США.
В настоящее время коллекционерами ценится банкнота достоинством в $ 1 с подписью Барра, так как считается, что их осталось немного. На самом деле этих банкнот было напечатано на сумму более $ 458 млн, но из-за их ограниченного срока службы (в среднем 21 месяц), сколько сейчас осталось банкнот неизвестно.